# 新安风雨桥
新安桥位于中国湖南省浏阳市西北部的社港镇新安村，新安桥始建于明成化10年（1474年），为砂岩单孔拱桥。桥面上建有一座长15米、宽4.5米的长方型全木结构廊亭，榫卯连接。清嘉庆八年（1803年）重建，民国37年（1948年）维修过一次，1996年对西桥墩进行了加固修缮。桥虽经历代修葺，仍保持了明清时期斗拱梁柱等建筑风格特点，且桥梁、廊亭保存完整，整个建筑具有较高的史艺研究价值和实用价值。2006年5月公布为湖南省文物保护单位。
桥处于浏阳西北丘岗平区。境内有永社公路和村级道路贯通，交通发达。当地以双季水稻种植为主，经济类作物包括油菜、烤烟、红芋、花生、大豆、茶叶和茴香等，植被覆盖度为90%。村民以外出务工为主，民风淳朴，一直沿袭着以茴香茶招待客人的习俗。